# Thorvald Strömberg
Thorvald Strömberg (Kirkkonummi, 17 de março de 1931 — Ekenäs, 9 de dezembro de 2010) foi um canoísta finlandês que competiu em duas Olimpíadas.

## Carreira
Ele conquistou duas medalhas em Helsínquia em 1952 com um ouro no K-1 10000 m e uma prata no K-1 1000 m.